# Абышев, Денис Петрович
Денис Петрович Абышев (9 октября 1978, Тюмень, СССР) — российский игрок в мини-футбол; тренер. Выступал за сборную России по мини-футболу.

## Биография
Начал заниматься мини-футболом в родной Тюмени. Сезон 1998—1999 провёл в когалымском «Койле», после чего вернулся в Тюмень, узнав, что там образовывается новая команда. С тех пор его карьера неизменно связана с одним клубом, до 2001 года называвшемся «Сибнефтепровод», а после — «Тюмень».
Впервые был вызван в сборную России в 2002 году и продолжал вызываться впоследствии, несмотря на то, что «Тюмень» долгое время относилась к аутсайдерам чемпионата. В составе сборной стал серебряным призёром чемпионата Европы по мини-футболу 2005 года. Вызывался в сборную России на чемпионат Европы по мини-футболу 2010, где отличился забитым пенальти в ворота сборной Испании.
Выпускник института физической культуры ТюмГУ (2006).

## Достижения
- Серебряный призёр чемпионата Европы по мини-футболу 2005
- Серебряный призёр чемпионата России по мини-футболу 2010
- Победитель студенческого чемпионата мира по мини-футболу 2006